# Le Grau-du-Roi
Le Grau-du-Roi is een gemeente in het Franse departement Gard (regio Occitanie). De plaats maakt deel uit van het arrondissement Nîmes. Le Grau-du-Roi telde op 1 januari 2022 8.513 inwoners.

## Geografie
De oppervlakte van Le Grau-du-Roi bedroeg op 1 januari 2022 54,73 vierkante kilometer; de bevolkingsdichtheid was toen 155,5 inwoners per km².

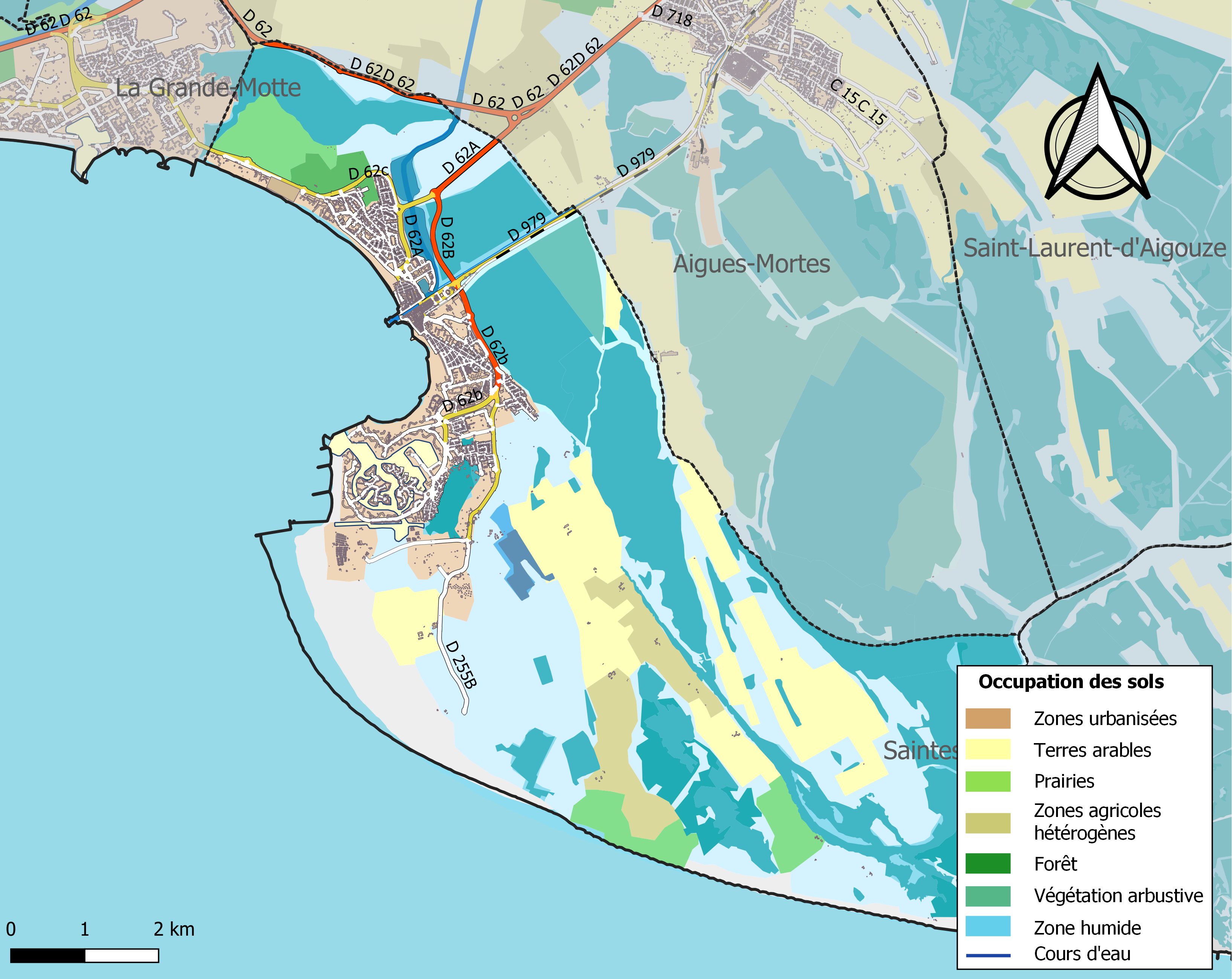
Kaart van de gemeente met belangrijkste infrastructuur, bodemgebruik en omliggende gemeenten

## Verkeer
In de gemeente ligt het spoorwegstation Le Grau-du-Roi.

## Demografie
Onderstaande figuur toont het verloop van het inwonertal (bron: INSEE-tellingen).

## Afbeeldingen

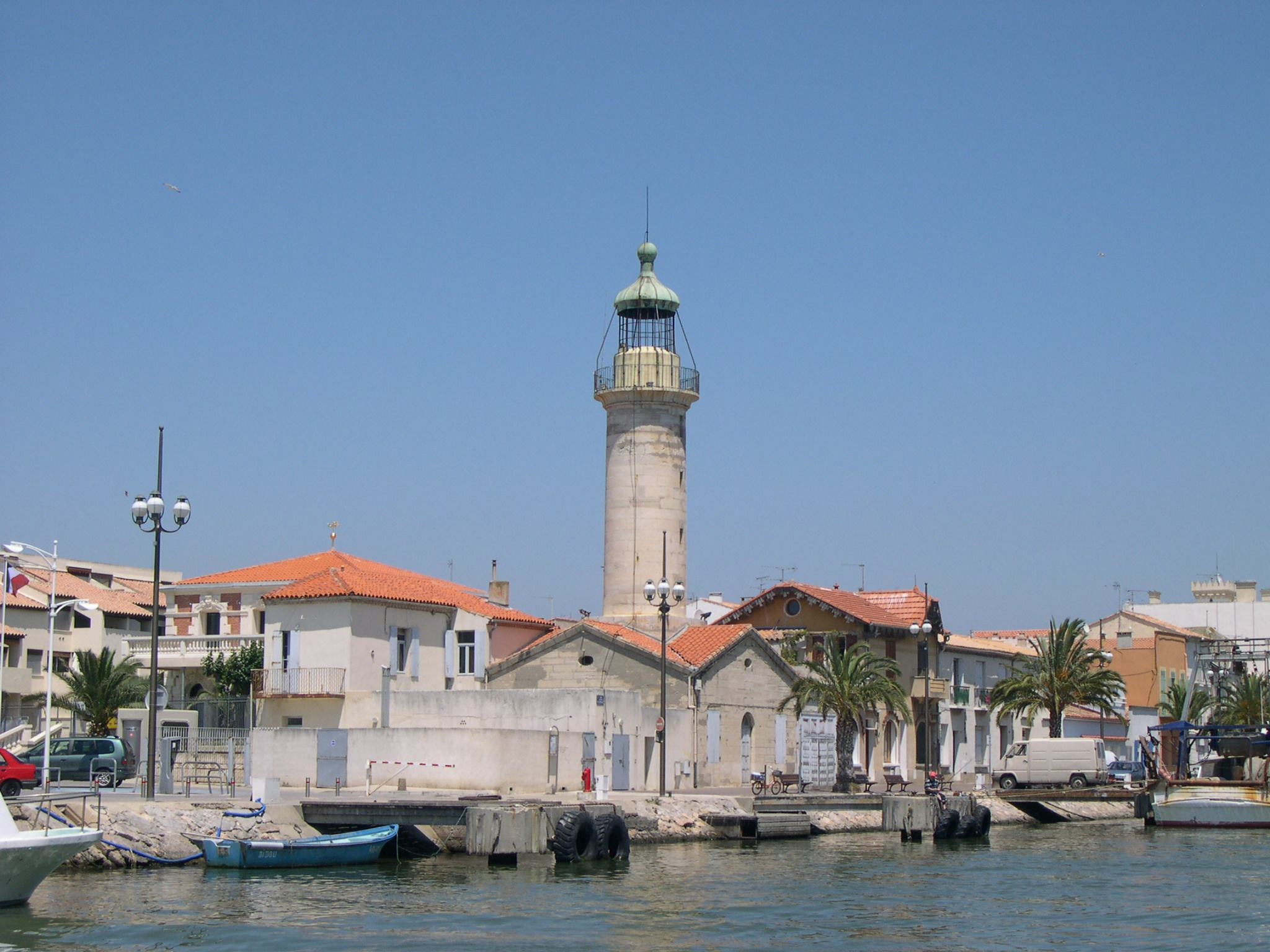
De (vissers)haven van Le Grau-du-Roi.
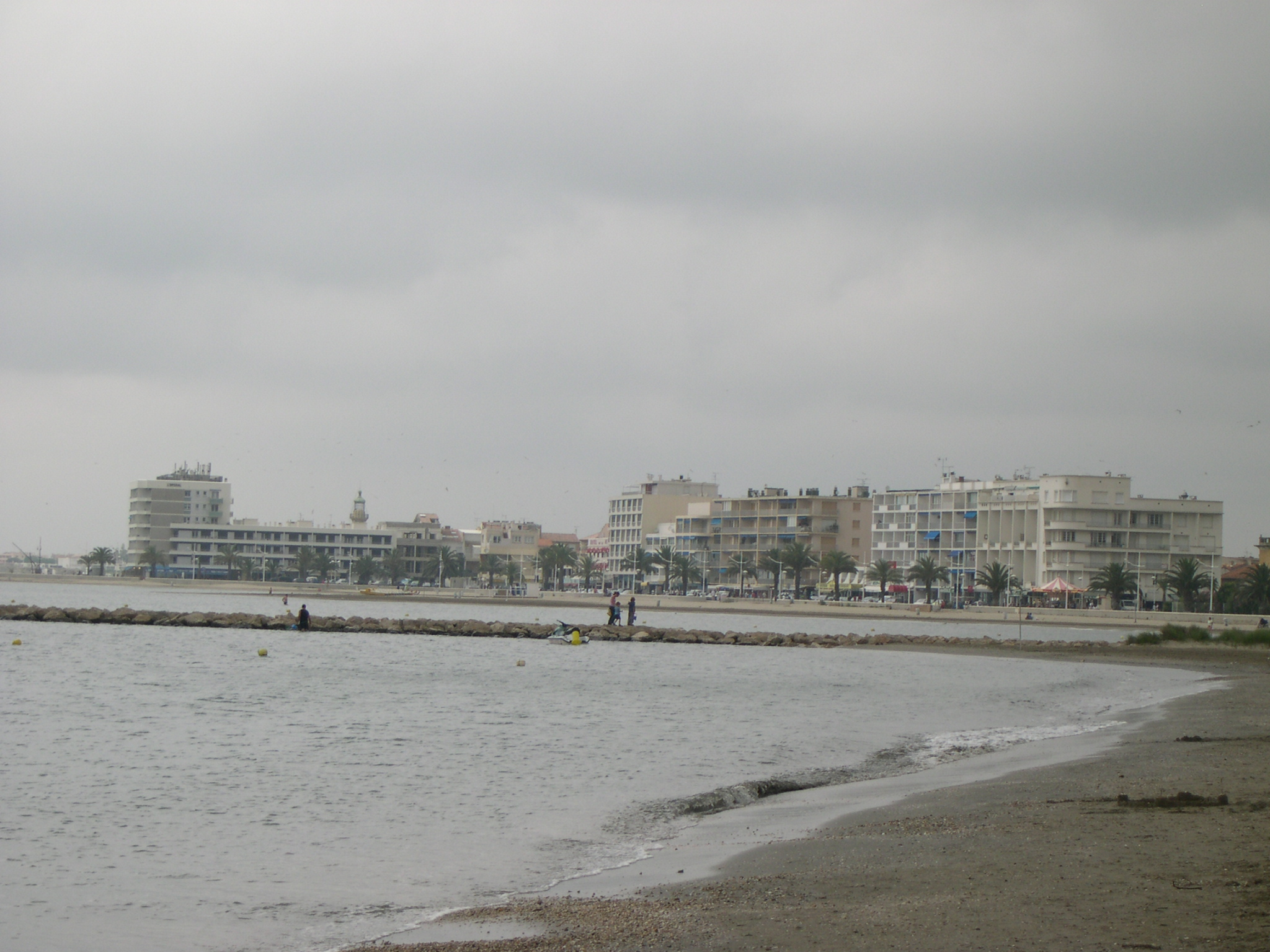
Zicht op Le Grau-du-Roi vanaf het strand.
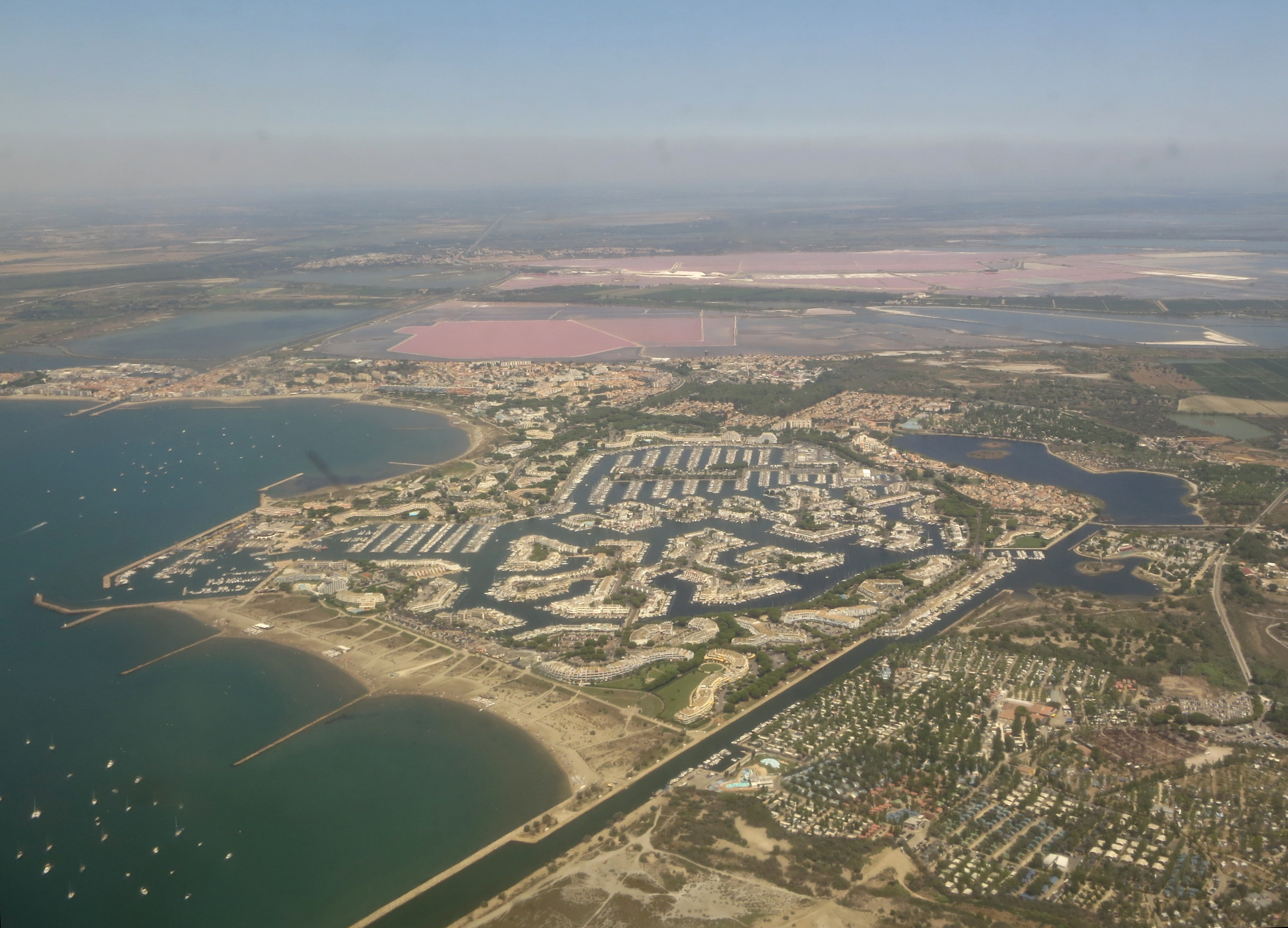
Gezicht op Port Camargue